# Jutta Schlott
Jutta Schlott, eigentlich Jutta Kolbe, geb. Köbschall (* 21. Oktober 1944 in Kolberg; † 5. Januar 2024 in Berlin), war eine deutsche Schriftstellerin. Sie verwendete auch das Pseudonym Ruth Kolberg.

## Leben und Wirken
Schlott studierte bis 1969 Germanistik und Slawistik an der Pädagogischen Hochschule in Güstrow und arbeitete dann bis 1972 als Lehrerin. Nach einer Zeit als Journalistin beim Rundfunksender Schwerin und verschiedenen Zeitungen war sie ab 1974 Dramaturgin am Mecklenburgischen Staatstheater Schwerin. Ab 1979 war sie freiberufliche Autorin. Von 1993 bis 2003 lebte Schlott in Cottbus und arbeitete u. a. als Pressereferentin des dortigen Staatstheaters. Seit 2001 leitete sie den bundesweiten Arbeitskreis LITERATUR UM WELT, einen Zusammenschluss umweltengagierter Schriftstellerinnen und Schriftsteller. Als Autorin trat sie mit Erzählungen, Biographien, Kinderbüchern, Hörspielen und Gedichten hervor. In den 1980er Jahren wurden im Rundfunk der DDR mehrere Hörspiele von ihr gesendet. 1981 erhielt sie den Regiepreis der Kritiker beim DDR-Kinderhörspielpreis für Vielleicht, vielleicht auch nicht. Sie wurde außerdem mit dem Fritz-Reuter-Kunstpreis des Bezirkes Schwerin (1972) und dem Sally-Bleistift-Preis des Kinderbuchverlags Berlin (1982) ausgezeichnet.

## Werke
- Der Sonderfall, Kinderbuchverlag Berlin, 1981
- Früh und spät, Kinderbuchverlag Berlin, 1982
- Das liebliche Fest, Verlag Neues Leben Berlin, 1984
- Roman und Juliane, Kinderbuchverlag Berlin, 1985
- Klare Verhältnisse, Verlag Neues Leben Berlin, 1989
- Farbenspiele – Das Leben des Malers Heinrich Vogeler, Kinderbuchverlag Berlin, 1989
- Kalter Mai, Alibaba Verlag, 1990; Taschenbuch Fischer Verlag 1995
- Ich sah etwas, was du nicht siehst – Erinnerungen aus Ostdeutschland, Wiesenburg Verlag 2000
- Das Liebespaar vom Körnerplatz, Wiesenburg Verlag 2006
- Spaniens Himmel – Auf den Spuren Picassos, Wiesenburg Verlag 2009
- Tigrisbrücken, Gedichte, Wiesenburg Verlag 2019

## Hörspiele
Autorin:
- 1981: Wechselschicht – Regie: Sieglinde Amoulong (Original-Hörspiel, Kinderhörspiel – Rundfunk der DDR)
- 1982: Der andere Name – Regie: Reiner Flath (Hörspielbearbeitung, Kinderhörspiel – Sveriges Radio)
- 1982: Schöner Abend – Regie: Christoph Schroth (Originalhörspiel – Rundfunk der DDR)
- 1983: Winterschlaf – Regie: Achim Scholz (Originalhörspiel – Rundfunk der DDR)
- 1984: Mit Kind angenehm – Regie: Sieglinde Scholz-Amoulong (Originalhörspiel, Kinderhörspiel – Rundfunk der DDR)
- 1986: Uschidelniza – Regie: Karlheinz Liefers (Originalhörspiel, Kinderhörspiel – Rundfunk der DDR)
- 1988: Die Spur – Regie: Karlheinz Liefers (Originalhörspiel, Kinderhörspiel – Rundfunk der DDR)
- 1988: Tatbestand. Eine Sendereihe in Zusammenarbeit mit dem Generalstaatsanwalt der DDR (Folge 39: Mamatschi) – Regie: Fritz Göhler (Originalhörspiel, Kriminalhörspiel – Rundfunk der DDR)
- 1990: Ein Kindlein im Haus – Regie: Karlheinz Liefers (Originalhörspiel, Kinderhörspiel – Rundfunk der DDR)

Bearbeitung (Wort):
- 1980: Volkstext: Vielleicht, vielleicht auch nicht. Hörspiel nach einem Volksmärchen aus Russland – Regie: Christoph Schroth, Reiner Flath (Hörspielbearbeitung, Kinderhörspiel – Rundfunk der DDR)